# Nguyễn Cao Đàm
Nguyễn Cao Đàm (1916-2001) là một nhà nhiếp ảnh nổi tiếng của Việt Nam, chuyên về ảnh đen trắng.
Ông sinh năm 12 tháng 5 năm 1916 tại Hà Đông. Ông bắt đầu chụp ảnh nghệ thuật từ năm 1949 và là một trong những sáng lập viên Hội Nhiếp ảnh Việt Nam tại Hà Nội năm 1952 .
Từ tháng 5 năm 1990, ông qua sinh sống tại Úc và từ trần tại đó ngày 4 tháng 6 năm 2001.
Một vài giải thưởng quốc tế:
- Chứng chỉ danh dự (Honorary Cert.) 11th International Salon, Hong Kong 1956
- Huy chương đồng (Bronze Medal) 9th Salon de Bordeau, Pháp 1956
- Huy chương vàng (Gold Medal) Kortrijk, Bỉ, 1958
- Huy chương đồng (Bronze Medal) Munich, Đức, 1958
- Huy chương bạc (Silver plaque) Ahmedabad Ấn Độ, 1958
- Huy chương đồng (Bronze Medal) Trento, Ý, 1958
- Huy chương bạc (Silver Medal) Mönchengladbach, Đức, 1959
- Chứng chỉ danh dự (Honorary CERT), 14th, International Salon, Hongkong, 1959
- Huy chương vàng (Gold Medal) Kortrijk, Bỉ, 1966
- Huy chương bạc (Silver plaque) Madrid, Tây Ban Nha, 1961 [1]

Những sách đã xuất bản: 
- Bước Đầu Chụp ảnh
- Việt Nam Quê Hương yêu dấu (cùng nhiếp ảnh gia Trần Cao Lĩnh)
- Cao Nguyên (cùng Trần Cao Lĩnh)
- Bước Đầu Nhiếp ảnh nghệ thuật (cùng Trần Cao Lĩnh)
- Nhiếp ảnh nghệ thuật bước hai (cùng Trần Cao Lĩnh)
- Vietnam Our Beloved Land (cùng Trần Cao Lĩnh) [1]